# Museo Sinebrychoff
Il Museo d'Arte Sinebrychoff, che i Finlandesi chiamano colloquialmente "Siffi", è un museo d'arti visive che espone vecchie collezioni di artisti finlandesi e di tutta Europa che fa parte della Galleria Nazionale Finlandese. Si trova ad Helsinki, capitale della Finlandia. Nel 2015, il direttore è Kirsi Eskelinen.

## Collezioni
Il museo nasce da una donazione la cui spina dorsale è costituita dalle opere di proprietà del consulente commerciale Paul Sinebrychoff (1859-1917). Queste opere furono lasciate in eredità allo stato finlandese dalla moglie di Sinebrychoff, Fanny nee Grahn (1862-1921) nel 1921.
La donazione comprendeva 400 opere comprendenti dipinti di pittori svedesi: con ritratti dai tempi della regina Cristina al 1800, decine di quadri di maestri fiamminghi-olandesi e dipinti rinascimentali italiani. La collezione comprende anche mobili di pregio, oggetti in bronzo e argento, e porcellana da tavola.

### Dipinti
Il museo espone collezioni di pittura di arte europea dal 1300 agli inizi del 1800. La collezione comprende pittori inglesi, spagnoli, olandesi, fiamminghi, italiani e dipinti francesi; nella collezione sono da includere dipinti di Rembrandt.

### Ritratti svedesi e miniature
Le collezioni speciali del museo comprendono più di un centinaio di dipinti che compongono la collezione svedese di ritratti d'arte. Si concentra sul 1600 e sul 1700. Detta collezione di pittura è stata acquisita in più di cento anni attraverso acquisizioni e donazioni.
Paul Sinebrychoff, tra il 1899 e il 1910, ha raccolto varie miniature provenienti dalla regione del nord Europa. Si ha una panoramica completa dello sviluppo delle miniature svedesi.

### Stampe, disegni e icone
La collezione del museo si è arricchita di stampe e disegni nel 1900 quando la raccolta fu acquistata da Collan Antell. Nel 1919 ha ricevuto una raccolta di circa 2.500 riviste.
La collezione di arte Sinebrychoff annovera icone bizantine, cretesi, icone russe e Carelia, dal Tardo Medioevo al 1800. La collezione si basa su acquisti, donazioni ed eredità.

### Argenti
La collezione di Paul e Fanny Sinebrychoff contiene 29 pezzi in argento ed è uno spaccato dell'arte orafa nordica tra gli anni 1660 e 1760.

### Archivio lettere
Il museo ha digitalizzato quasi 900 lettere del consulente commerciale Paul Sinebrychoff che raccontano la collezione d'arte alla fine del 1900.